# Bogdan Dziworski
Bogdan Dziworski (ur. 8 grudnia 1941 w Krynicy) – polski operator filmowy, fotograf i reżyser.

## Życiorys
Absolwent Wydziału Operatorskiego łódzkiej Szkoły Filmowej. Przez wiele lat związany z Wytwórnią Filmów Oświatowych w Łodzi, gdzie stworzył wiele znakomitych filmów dokumentalnych. Niektóre jego dzieła uzyskały po kilkanaście nagród i wyróżnień na najbardziej liczących się festiwalach, np. Hokej i Olimpiada.
Były dziekan Wydziału Radia i Telewizji na Uniwersytecie Śląskim w Katowicach. Jest autorem ok. 40 filmów krótkometrażowych, średniometrażowych i fabularnych oraz wystaw i albumów fotograficznych.
W 2020 otrzymał nagrodę 100-lecia ZAiKS-u.

## Filmografia[1]
- 1966: Zwiernik (zdjęcia)
- 1966: Skok (realizacja)
- 1966: Rzeszów (zdjęcia)
- 1967: W Dusznikach u wód (zdjęcia)
- 1967: Brezentowe niebo (współpraca)
- 1969: Notatki Kłodzkie (zdjęcia)
- 1971: Wypadek (zdjęcia)
- 1971: Wizyta w banku (zdjęcia)
- 1972: Cytat z raportu U'thanta (zdjęcia)
- 1972: Na wylot (zdjęcia)
- 1972: Krzyż i Topór (realizacja, zdjęcia)

Przegląd Filmów o Sztuce, Zakopane 1973 – Nagroda widzów
Przegląd Filmów o Sztuce, Zakopane 1973 – Nagroda pozaregulaminowa Centralnego Ośrodka Informacji Turystycznej
Festiwal Filmów Krajoznawczych i Turystycznych, Warszawa 1973 – Złoty Kompas
Festiwal Filmów Krótkometrażowych, Kraków 1973 – Nagroda Przewodniczącego PRN Krakowa „Srebrny Lajkonik”
- 1974: Tren dla miasta Szydłowa (realizacja, zdjęcia)
- 1974: Wieczne pretensje (zdjęcia)
- 1974: Podróże Georga Philippa Telemanna z Żar do Pszczyny (realizacja, zdjęcia)

Festiwal Filmów Krótkometrażowych, Kraków 1974 – Syrenka Warszawska (Nagroda Klubu Krytyki Filmowej SDP)
- 1975: Pięciobój nowoczesny (realizacja, scenariusz, zdjęcia)

Międzynarodowy Festiwal Filmów. Krótkometrażowych, Linz 1976 – Nagroda Specjalna za najlepsze zdjęcia
Festiwal Filmów Krótkometrażowych, Kraków 1975 – Nagroda Szefa Głównego Zarządu Politycznego Wojska Polskiego za najlepszy film o tematyce patriotycznej;
Międzynarodowy Festiwal Filmów Dokumentalnych i Krótkometrażowych, Bilbao 1975 – III Nagroda
- 1975: O krasnoludkach i sierotce Marysi (reżyseria, scenariusz)
- 1976: Hokej (realizacja, scenariusz)

Międzynarodowy Festiwal Filmów Śniegu i Lodu, Autrans, 1985 – Wyróżnienie Specjalne
Festiwal Filmów Sportowych, Tarnów 1980 – „Złoty Laur”
Festiwal Filmowy, Tampere 1977 – Nagroda w kategorii: film sportowy
Międzynarodowy Festiwal Filmów Krótkometrażowych, Oberhausen 1977 – Nagroda FIPRESCI
Festiwal Filmów Krótkometrażowych, Kraków 1977 – Nagroda Międzynarodowej Federacji Prasy Filmowej FIPRESCI
Festiwal Filmów Krótkometrażowych, Kraków 1977 – Dyplom Uznania
Festiwal Filmów Krótkometrażowych, Kraków 1977 – Nagroda Specjalna „Srebrny Lajkonik”
1976 – Wawrzyn Polskiego Komitetu Olimpijskiego
Międzynarodowy Festiwal Filmów Sportowych i Turystycznych, Kranj 1976 – II Nagroda; reżyseria, scenariusz
- 1977: Prawo drogi w regatach żeglarskich (realizacja)
- 1978: Olimpiada (realizacja, scenariusz, zdjęcia – współpraca)

Międzynarodowy Festiwal Filmów Śniegu i Lodu, Autrans, 1985 – Wyróżnienie Specjalne
Festiwal Filmów Sportowych, Tarnów 1980 – „Złoty Laur”
Międzynarodowy Festiwal Filmów Krótkometrażowych, Auxerre 1980 – III Nagroda
Międzynarodowy Festiwal Filmów Krótkometrażowych, Trento 1979 – II Nagroda
Międzynarodowy Festiwal Filmów Górskich, San Sebastian 1979 – Nagroda „Pagoa” (Buka)
Międzynarodowy Festiwal Filmowy, New Delhi 1979 – „Złoty Paw”
Międzynarodowy Festiwal Filmowy, Lipsk 1979 – Srebrny Gołąb
Festiwal Filmów Krótkometrażowych, Kraków 1979 – Nagroda Specjalna „Srebrny Lajkonik”
Międzynarodowy Festiwal Filmów Krótkometrażowych dla Dzieci i Młodzieży, Gijon 1979 – Nagroda „Asturias”
Międzynarodowy Festiwal Filmów Turystycznych, Bruksela 1979 – Nagroda Belgijskiego Centrum Młodzieżowego
- 1978: Dwubój klasyczny (realizacja, scenariusz, zdjęcia – współpraca)

Festiwal Filmów Górskich, Telluride 1981 – Nagroda dla Najlepszego Filmu Zagranicznego
Międzynarodowy Festiwal Filmów Krótkometrażowych, Colorado 1981 – Grand Prix
Międzynarodowy Festiwal Filmów Krótkometrażowych, Trento 1980 – II Nagroda
Festiwal Filmów Sportowych, Tarnów 1980 – „Złoty Laur”
- 1979: Zima, serial (reżyseria)
- 1979: Pielgrzym (zdjęcia)
- 1979: Obraz (realizacja)
- 1979: Moje okno (reżyseria)
- 1979: Arena życia (realizacja, scenariusz)
- 1980: Sceny narciarskie z Franzem Klammerem (reżyseria, scenariusz, zdjęcia)
- 1980: Fechmistrz (realizacja, scenariusz)

Międzynarodowy Festiwal Filmów Sportowych, Montpellier 1985 – Złoty Medal
Festiwal Filmów Sportowych, Tarnów 1984 – „Złoty Laur”
Międzynarodowy Festiwal Filmów Krótkometrażowych, Rennes 1984 – Grand Prix (Nagroda Prezydenta Republiki Francuskiej)
Międzynarodowy Festiwal Filmów Sportowych, Cortina d'Ampezzo 1983 – I Nagroda „Złota Wiewiórka”
Międzynarodowy Festiwal Filmów Sportowych, Budapeszt 1983 – Dyplom Jury CIDALC
- 1981: Wdech – wydech (reżyseria, scenariusz, zdjęcia)
- 1981: Spotkanie z Franzem Klammerem (reżyseria, scenariusz, zdjęcia)
- 1983: Kilka opowieści o człowieku (realizacja, scenariusz)

Międzynarodowy Festiwal Filmów Krótkometrażowych, Monachium 1995 – Nagroda Specjalna Jury
Festiwal Filmów Krótkometrażowych, Kraków 1983 – Grand Prix „Złoty Smok”
Międzynarodowy Festiwal Filmów Krótkometrażowych, Huesca 1983 – Grand Prix
- 1983: Credo... (zdjęcia)
- 1984: Szapito (realizacja, scenariusz)

Festiwal Filmów Krótkometrażowych, Kraków 1985 – Nagroda Specjalna „Srebrny Lajkonik”
- 1987: Sen (realizacja, scenariusz)

Przegląd Filmów o Sztuce, Zakopane 1988 – III Nagroda „Brązowy Pegaz”
- 1988: Widzę (realizacja, scenariusz)
- 1990: Z Moskwy do Pietuszek z Wieniediktem Jerofiejewem (zdjęcia)

Prix Italia 1991
- 1990: The Prisoner (reżyseria)

Międzynarodowy Festiwal Filmów Krótkometrażowych, Kraków 1991 – Nagroda Koła Naukowego Studentów Filmoznawstwa UJ
- 1995: Tripping with Zirinovski (zdjęcia)
- 2015: + - czyli podróże muchy na wschód (reżyseria, scenariusz)
- 2018: Andrew Warhola, moja fabryka (reżyseria, scenariusz)

## Wystawy fotografii
- 2022: F/5.6, Leica Gallery Wiedeń